# Félix Bouffandeau
Pour les articles homonymes, voir Bouffandeau.
Félix Bouffandeau est un homme politique français né le 21 avril 1855 à La Benâte (Charente-Inférieure, actuellement Charente-Maritime) et mort à Paris le 13 mai 1926.

## Biographie
Après un passage à l'École normale primaire supérieure de Saint-Cloud, il est nommé directeur d'école normale, d'abord à Albertville, puis à Rennes, Amiens et enfin Douai. Il publie plusieurs ouvrages pédagogiques et académiques (comme ses Leçons d'histoire littéraire, en 1884, ou La Causerie pédagogique en 1892).
Laïc convaincu, il se retrouve dans les positions radicales et entre en politique en 1884, lorsqu'il est élu conseiller d'arrondissement de l'Oise.
Membre du Parti républicain, radical et radical-socialiste dès sa création, en 1901, il en est le secrétaire général de 1902 à 1906, puis de nouveau de 1919 à sa mort. Candidat malheureux à la députation dans la circonscription de Beauvais en 1902, il sera élu au Palais Bourbon en 1906, et réélu en 1910 et 1914. Pendant ses trois mandats, il intervint très régulièrement dans de nombreux dossiers parlementaires, mais plus particulièrement sur les questions budgétaires et scolaires.
En 1919, bien que tête de liste radicale, il est emporté par la vague "bleu horizon" et n'est pas réélu à la Chambre des députés. Il ne se représente pas en 1924, et meurt en 1926.

## Famille
Son fils, Tony Bouffandeau (1891-1977), devient membre du Conseil d’État en étant nommé auditeur de 2e classe le 15 janvier 1920, puis promu à la 1re classe le 15 mars 1923. Il est nommé maître des requêtes le 21 octobre 1927, puis conseiller d’État le 18 juillet 1940. Tony Bouffandeau est président de la Section du contentieux de 1952 à 1961.

## Sources
- « Félix Bouffandeau », dans le Dictionnaire des parlementaires français (1889-1940), sous la direction de Jean Jolly, PUF, 1960 [détail de l’édition]